# Cinta Costera

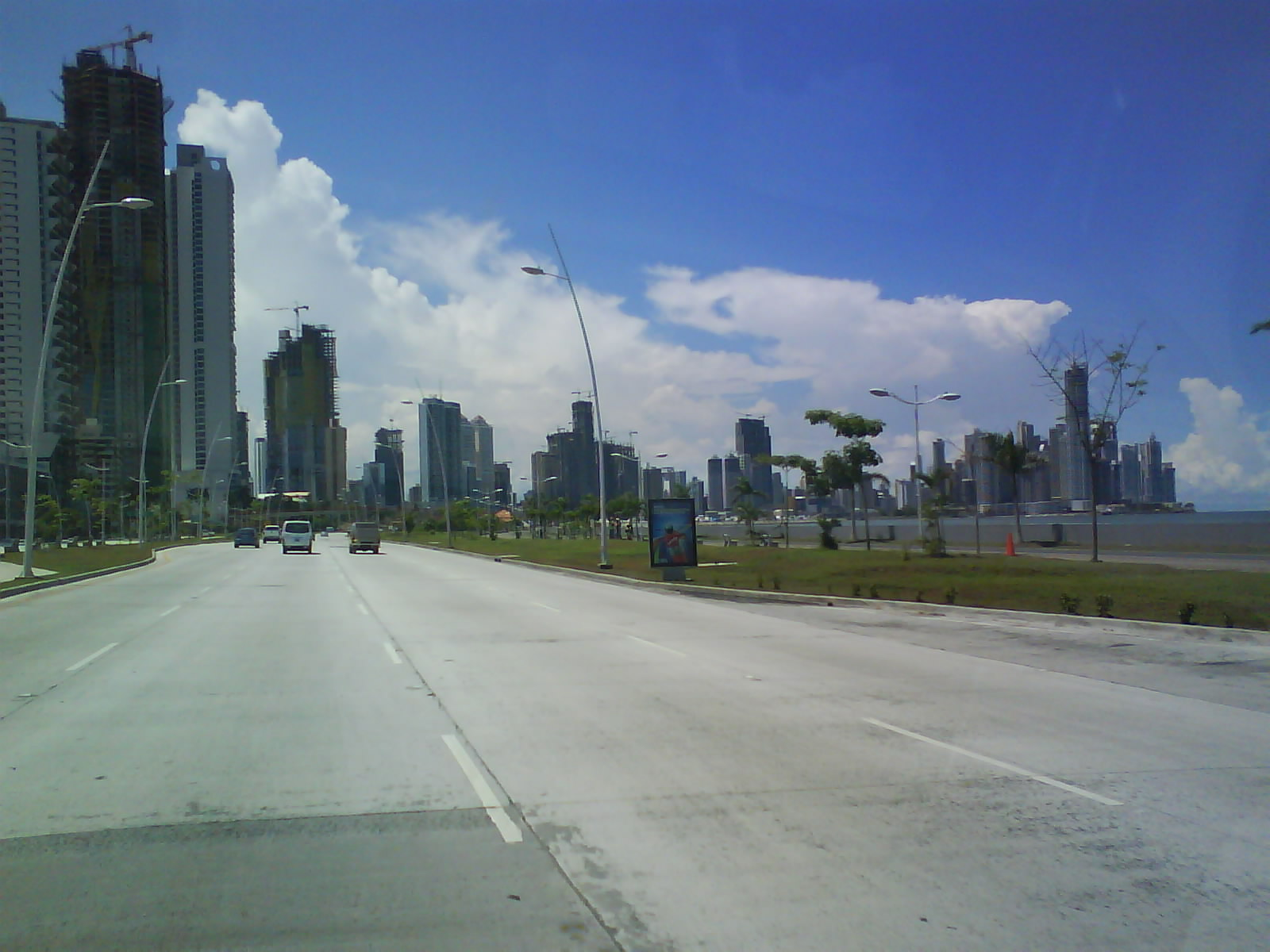
Cinta Costera Panamá

Das Cinta Costera ist ein 26 Hektar großes Landgewinnungsprojekt in der panamaischen Hauptstadt Panama-Stadt, das im Jahr 2009 fertiggestellt wurde und 189 Millionen US-Dollar kostete. Es erstreckt sich von Punta Paitilla bis El Chorrillo. Seine jüngste Erweiterung war die Cinta Costera III, die 2014 gemeinsam mit dem Maracaná-Stadion eröffnet wurde.
Das Cinta-Costera-Viadukt ist Teil des Projekts Cinta Costera III, bestehend aus einer Autobahn- sowie einer Fußgängerbrücke, dass das 2,5 km lange Marineviadukt, die Altstadt von Panama-Stadt und den Regierungsbezirk von Casco Antiguo umgibt. Das Viadukt umfasst die zum UNESCO-Welterbe ernannte archäologische Stätte von Casco Viejo und die Altstadt von Panama-Stadt.